# 卡特拉梅德尼甘杰
卡特拉梅德尼甘杰（Katra Medniganj），是印度北方邦Pratapgarh县的一个城镇。总人口7815（2001年）。

## 人口
该地2001年总人口7815人，其中男性3805人，女性4010人；0—6岁人口1275人，其中男650人，女625人；识字率64.99%，其中男性为72.09%，女性为58.25%。